# Navicordulia vagans
Navicordulia vagans là loài chuồn chuồn trong họ Synthemistidae. Loài này được De Marmels mô tả khoa học đầu tiên năm 1989.